# Южен игловръх
Южният игловръх (Alyssum bertolonii) е вид растения от семейство Кръстоцветни (Brassicaceae).
Таксонът е описан за пръв път от Никез Огюст Дево през 1814 година.

## Подвидове
- Alyssum bertolonii subsp. rigidum
- Alyssum bertolonii subsp. scutarinum